# Entomophaga conglomerata
Entomophaga conglomerata är en svampart som först beskrevs av Sorokin, och fick sitt nu gällande namn av S. Keller 1988. Entomophaga conglomerata ingår i släktet Entomophaga och familjen Entomophthoraceae.   Inga underarter finns listade i Catalogue of Life.